# 운부군옥
운부군옥(韻府群玉)은 대전광역시 유성구에 있는 조선시대 목판본 책이다. 1989년 3월 18일 대전광역시의 유형문화재 제13호로 지정되었다.

## 개요
이 책은 운(韻)을 구분 배열하여 참고가 되는 고사성어의 원전까지 소개한 일종의 사전으로, 모두 20권 10책이다.
세종 17년(1435)에 강원도 감사 유계문이 왕의 어명을 받고 강릉과 원주 두 곳에서 2년간에 걸쳐 목판에 새겨 세종 19년(1437)에 간행한 것이다. 중국의 원본을 우리나라에서 처음 간행한 것으로, 인쇄된 흔적으로 보아 처음 간행한 본으로 추정된다.

## 참고 자료
- 운부군옥 - 국가유산청 국가유산포털